# رانی موران
رانی موران (انگلیسی: Ronnie Moran؛ زادهٔ ۲۸ فوریهٔ ۱۹۳۴ - درگذشته ۲۲ مارس ۲۰۱۷) یک بازیکن فوتبال اهل بریتانیا بود.
رانی مورن در ۲۲ مارس ۲۰۱۷ (۲ فروردین ۱۳۹۶) در ۸۳ سالگی درگذشت.